# Etiennea candelabra
Etiennea candelabra är en insektsart som beskrevs av Hodgson 1991. Etiennea candelabra ingår i släktet Etiennea och familjen skålsköldlöss. Inga underarter finns listade i Catalogue of Life.